# Alberto Anaut
Alberto Anaut González (Madrid,1955-2023) fue un periodista y gestor cultural español, conocido especialmente por su presidencia del proyecto cultural La Fábrica.  
Redactor jefe de Diario 16 (1981-1983), director de la revista Mercado (1983-1988), redactor jefe de El País Semanal (1988-1993), subdirector de El País (1993-1994), puesto que abandonó para fundar la empresa de proyectos culturales La Fábrica (1994), desde la que puso en marcha numerosas actividades y proyectos como PHotoESPAÑA, las revistas Matador, Eñe y Ojo de Pez y una editorial que publica cerca de cincuenta títulos de fotografía al año. Durante dos años (1995-1997) volvió al periodismo como director de La Revista de El Mundo, trabajo que simultáneo con La Fábrica.
Puso en marcha otros muchos proyectos, como Madrid Design Festival, Notodofilmfest, Festival Eñe, el Club Matador, Archivo de Creadores, FILE, Festival de las Ideas, Festival Fronteras, Pública, máster PHotoESPAÑA, máster La Fábrica...  Impulsó centros culturales como La Casa Encendida en Madrid o La Térmica en Málaga.  

## Infancia
Alberto Anaut estudió en el colegio los Sagrados Corazones de la calle Claudio Coello en Madrid. Contaba que su primera experiencia cultural era ir con niños de su clase a ver exposiciones a la galería de Juana Mordó porque estaba a cien metros de su colegio.   

## Periodismo
Alberto Anaut comenzó a estudiar Ciencias Políticas, Sociología y Periodismo. Se especializó en información financiera y desde los 19 años trabajó en varios medios como Actualidad Económica y La Actualidad Española. Fue jefe de economía en Diario 16 durante dos años. En 1978 fundó la revista Mercado, que dirigió entre 1983 y 1988. Fue nombrado director de publicaciones de Estructura, que editó, además de Mercado, el periódico económico Cinco Días, líder de información económica en aquellos años. 
En 1988 se incorporó a El País como redactor jefe de El País Semanal, hasta que en 1993 fue nombrado subdirector del diario. Dimitió un año más tarde para fundar La Fábrica (1994) y preparar el lanzamiento de la revista Matador, que se edita desde 1995 convirtiéndose desde el primer momento en un referente de la cultura contemporánea. Simultáneamente, volvió al periodismo como director de La Revista de El Mundo (1995-1997), lo abandonó definitivamente en 1997 y se volcó por completo en el desarrollo de los numerosos proyectos puestos en marcha desde La Fábrica. 
En cuanto a su faceta periodística, Alberto Anaut contaba que había comenzado en periodismo económico, en Actualidad Económica, y que fundó la competencia, Mercado. Después, en Diario 16 se encargo de Economía. Y de ahí pasó al periodismo de sociedad en los dominicales, El País Semanal y La Revista de El Mundo. Hizo también una incursión como subdirector de El País. 
En 2006 decía que el periodismo le había hecho completamente feliz. En El País, en El Mundo, en Diario 16, en la revista Mercado... pero que llegó un momento en el que sintió la necesidad de trabajar en el mundo de la cultura y dio el salto. También recordaba que cuando se encontraba con colegas o entraba en una redacción le daba un poco de melancolía. 

## La Fábrica
Alberto Anaut fundó en 1994 la empresa cultural La Fábrica. La Fábrica desarrolla, desde la iniciativa privada, proyectos culturales contemporáneos vinculados a la creatividad, el diseño y las artes que aportan valor a la sociedad. Los proyectos se consiguen con la implicación de creadores de todas las disciplinas artísticas y la colaboración de decenas de instituciones y marcas.
Para Anaut La Fábrica era una generadora de proyectos que solían llevar a otros. Para él, la filosofía de la compañía era no especializarse y abrirse a nuevas propuestas, que interrelacionasen unas artes con otras.

## Revista Matador
En 1994, Alberto Anaut comenzó un proyecto editorial tan único como destacado: la revista Matador, una revista anual de gran formato que seguía el orden del alfabeto y cuyo primer número (el A) vio la luz en 1995. La revista, un referente de la cultura contemporánea, ha concluido su andadura en 2024 con el número Z, que Anaut se preocupó de dejar preparado poco antes de fallecer. 
Por sus páginas han pasado cientos de referentes culturales como Barry Gifford, Oliver Stone, James A. Fox, José Ángel Valente, Valentín Vallhonrat, Fernando Arrabal, José Manuel Caballero Bonald, Gae Aulenti, Gianni Berengo Gardin, Letizia Battaglia, Seydou Keyta, Miquel Barceló, Bela Adler y Salvador Fresneda, José Antonio Marina, Eduardo Chillida, Bigas Luna, Nicholas Nixon, Jeff Wall, Paul Graham, David Foster Wallace, John Giorno, Slavoj Zizek, Eloy Fernández Porta, Cristina Iglesias, Fernando Iwasaki, Ferran Adrià, Peter Gabriel, Vicente Todolí, Luki Huber, Toni Segarra, Javier Marías, Eric Kroll, Eduardo Arroyo, Reynaldo González, Paul Bowles ...

## PHotoESPAÑA
En los años noventa las exposiciones de fotografía no eran muy frecuentes en España. La idea de este gran festival con centro en Madrid fue llenar un gran vacío en fotografía. 
PHotoESPAÑA nació en 1998 y es uno de los grandes acontecimientos de fotografía y artes visuales del mundo. En 27 años de historia, 15 millones de personas han visitado el festival, que ha programado 1.800 exposiciones de más de 4.000 autores. Por PHotoESPAÑA han pasado entre otros muchos Alberto García-Alix, Chema Madoz, Cristina García Rodero, Virxilio Viéitez, Margaret Watkins, Barbara Morgan, Ouka Leele, Montserrat Soto, Bill Brandt, Garry Winogrand, Antoni Arissa, W. Eugene Smith, Henryk Ross, Robert Smithson, An-My Lê, Javier Vallhonrat, Julio Zadik, Lola Álvarez Bravo, Walker Evans, Manuel Álvarez Bravo, Lee Friedlander, Helen Levitt, Henri Cartier Bresson, Joel Meyerowitz, Harry Callahan, Susan Meiselas, David Goldblatt, Edward Ruscha, Bernd & Hilla Becher, Lewis Baltz, Humberto Rivas, Bleda y Rosa, Yto Barrada, Francesc Català-Roca, Carlos Pérez Siquier, Estela de Castro, Sebastião Salgado, Jean Laurent, Charles Clifford, Malick Sidibé, Martín Chambi, Edward Burtynsky, Marina Abramović, Isabel Muñoz, Orlan, Miralda, Joana Biarnés, Bernard Plossu, Mariví Ibarrola, Masahisa Fukase, Laura San Segundo, Alejandría Cinque, Christian Franzen, Erwin Olaf, Elliott Erwitt, Boris Savelev, Paloma Navares, Lúa Ribeira...
Aunque su corazón se encuentra en Madrid, PHotoESPAÑA está presente en otras ciudades, como Alcalá de Henares, Santander, Valladolid, o Zaragoza.
PHotoESPAÑA muestra la obra de los mejores fotógrafos y artistas visuales nacionales e internacionales. Asimismo, visibiliza el trabajo de las galerías y sirve de espacio para la reflexión, punto de encuentro profesional y plataforma para jóvenes creadores en su acercamiento a nuevos públicos.

## Club Matador
Una de las últimas creaciones de Alberto Anaut fue el Club Matador. Alberto quiso compartir el espíritu de la revista Matador con todos los socios que forman parte de este proyecto. Anaut era el socio número uno del Club Matador y presidente del mismo desde su fundación. El Club se puso en marcha en 2013 y es un lugar de encuentro donde la cultura y las ideas son los pilares del proyecto.

## Reconocimientos
En 2014 PHotoESPAÑA recibió la medalla de Oro al mérito en las Bellas Artes 2013. 
Premio Laus Empresas i Entitats 2016. 

## Premio Alberto Anaut: Impulso a la cultura
Alberto Anaut ha sido uno de los principales impulsores de la cultura en nuestro país en las últimas décadas. Con el objetivo de recordar su legado, pero también de reconocer la labor de otros que, como Alberto, dedican su vida al desarrollo de la cultura, nace el 5 de junio de 2024 el Premio Alberto Anaut: Impulso a la cultura. Una forma de mantener su legado, una fuente de inspiración para generaciones futuras, y un reconocimiento a la labor de los gestores que dedican su vida a la cultura con la misma creatividad, valentía e impacto social que él buscaba en cada proyecto que emprendía. Una iniciativa para poner en valor a personas que dedican su vida a la promoción y progreso de la cultura, no desde la creación, sino desde roles menos visibles (pero igual de importantes) como el emprendimiento, la promoción, la programación, la gestión, la comunicación, el comisariado o el mecenazgo.
La Fábrica y el Círculo de Bellas Artes son los encargados de convocar el Premio Alberto Anaut: Impulso a la cultura. El jurado ha estado integrado por grandes nombres de la cultura en España como Ángeles González-Sinde; Javier Gomá; Miguel Zugaza; Rosa Montero; o Carmen Palacios. El primer premiado es Alfonso Aijón, fundador de Ibermúsica. 